# ハココロ
『ハココロ』は、2010年10月6日にアムジーより発売された、ニンテンドーDSiウェア用アクションパズルゲーム。

## ゲーム概要
『ハココロ』は、箱を操作してステージ内にいる敵を全滅させることが目的のゲーム。ステージには魔法玉が設置されており、魔法玉がうまく箱に収まるように操作すると、魔法が発動して敵を倒せる仕組みとなっている。

## あらすじ
本作の主人公「アストリーナ」が、セフィロット魔法学園の卒業試験である「ハココロ」をクリアしていく内容。
セフィロット魔法学園の生徒である「アストリーナ」は、学園の落ちこぼれ魔法使い。
そんな彼女も、とうとう学園を「卒業」する時がやってきました。
その卒業試験として出されたのがこの「ハココロ」。
魔法使いとしての、知識や知能が問われるこの試験。全ての試験をクリアして、みごと「卒業」することができるのでしょうか…？

## 登場人物
アストリーナ
誕生日 9/16
身長 158cm
体重 48kg
3サイズ B：80cm W：60cm H：82cm
好きなもの B級グルメ。
もいもい
アンジェラ先生
誕生日 4/21
身長 178cm
体重 121kg
3サイズ B：123cm W：136cm H：156cm
好きなもの 特売。
リリー・ポンセ先生
誕生日 5/16
身長 163cm
体重 50kg
3サイズ B：ヒミツ W：ヒミツ H：ヒミツ
好きなもの ナタデココ。
ヒロくん先生
誕生日 7/6
身長 72cm
体重 4.5kg
3サイズ B：32cm W：38cm H：45cm
好きなもの お昼寝。
アルフォンス権田先生
誕生日 10/15
身長 176cm
体重 62kg
3サイズ B：83cm W：69cm H：88cm
好きなもの 家電製品。自称「家電の王子様」。
御剣ガイ先生
誕生日 12/14
身長 185cm
体重 75kg
3サイズ B：92cm W：83cm H：91cm
好きなもの 激辛料理。
杉本カトリーヌ先生
誕生日 7/11
身長 168cm
体重 58kg
3サイズ B：98cm W：58cm H：90cm
好きなもの きんつば。
シュヴァルツ・ヴェルダー先生
誕生日 1/1
身長 113cm
体重 5.2kg
3サイズ B：43cm W：48cm H：51cm
好きなもの ペット。ウーパールーパーを飼っている。
ジェームズ・J・ジェインウェイ校長
誕生日 2/4
身長 164cm
体重 53cm
3サイズ B：75cm W：65cm H：80cm
好きなもの メイドさん。

## その他
- ノーマルモードをクリアすると、ゲームアイコンに星マークが1つ付くようになる。2周目（大魔法使いへの道8-E）をクリアすると、星マークが2つになる。